# 金蝶園総本家 (郭町)
金蝶園総本家（きんちょうえんそうほんけ）とは、岐阜県大垣市郭町に本店のある和菓子店。法人としての名称は 株式会社金蝶園（かぶしきがいしゃ きんちょうえん）。
大垣市内には高屋町に屋号が同じ金蝶園総本家（金蝶製菓合資会社）があり、かつては同じ郭町に名前がよく似た金蝶堂総本店が存在した。

## 概要

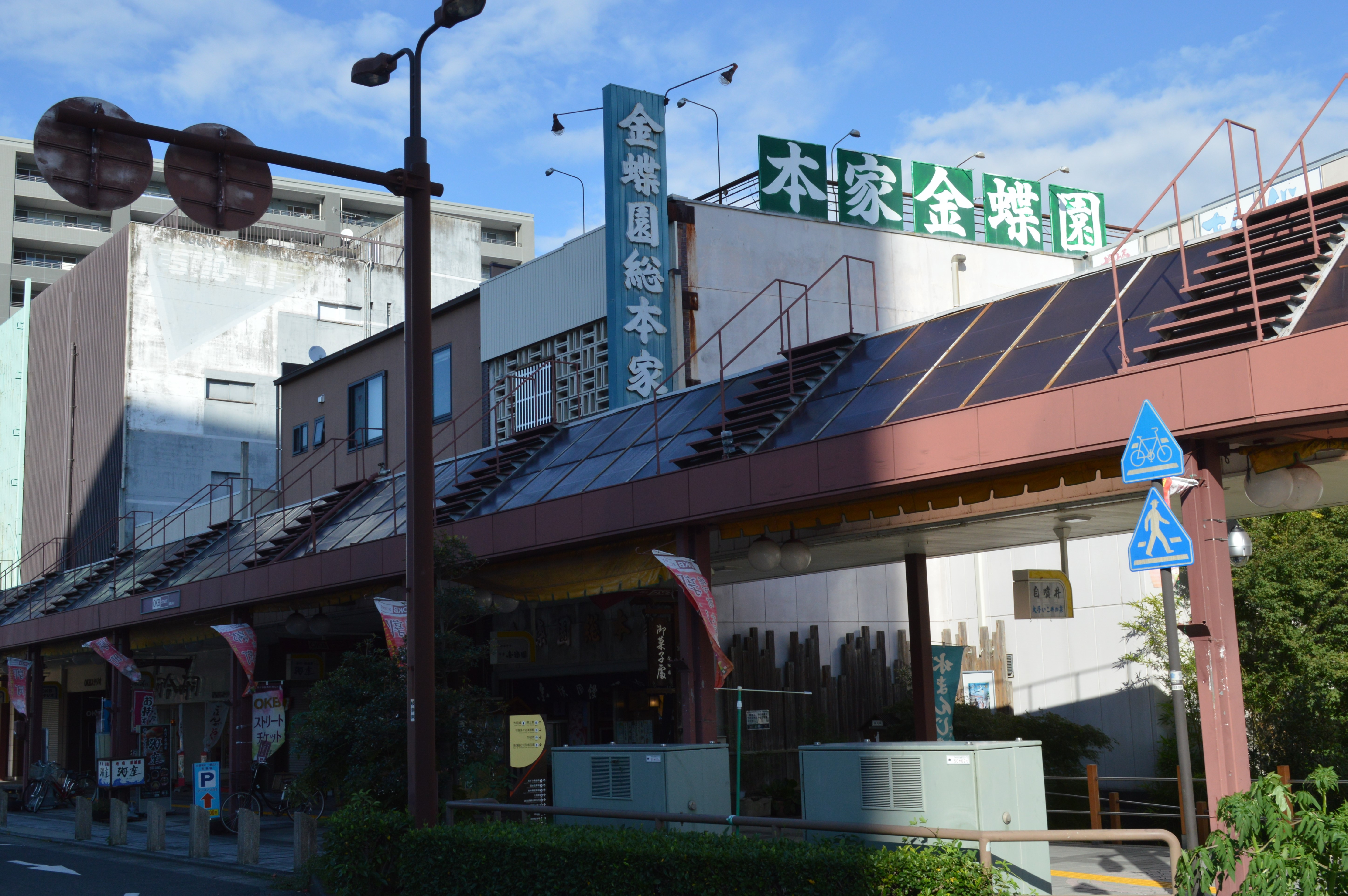
商店街と金蝶園総本家

1798年（寛政10年）創業。喜多野弥右エ門が菓子処「舛屋」を開いたことをもってルーツとする。二代目弥三郎の手によって酒饅頭が完成され、茶菓子として大垣藩家老小原鉄心に献上したところ、「菜種咲く　花は黄金の　饅頭に　慕うや蝶の　賑わいの園」とお誉めの和歌を賜ったことから、「金蝶園饅頭」とし、屋号も金蝶園総本家になったと伝える。

## 沿革
- 1798年（寛政10年） - 初代・喜多野弥右エ門が菓子処「舛屋」を創業[1]。
- 1855年（安政2年） - 金蝶園饅頭を完成させる[1]。

## 商品
- 金蝶園饅頭
- 金蝶園水まんじゅう
- いちご餅
- はちみつたっぷり饅頭
- きた野
- 若鮎
- 十万石もなか - もなか
- 麋城太鼓 - 栗入り小豆つぶあんのどら焼き
- 水都 - 飴餡入りの塩釜
- 福寿草 - 浮島
- 細雪
- まろん
- 美濃大柿
- 小栗判官照手姫
- 天使のおやつ チーズタルト
- 三つの味の大垣銘菓 三輌軕
- おまんじゅう いろいろ
- 三川 - バッフェル
- いこ井の泉 - バウムクーヘン
- 奥のほそ道 むすびの地 - 干菓子
- みかん大福
- 極上羊羹
- 一口羊羹

## 店舗
- 本店（岐阜県大垣市郭町）